# Francisco Gómez Palencia
Francisco Gómez Palencia fue un político mexicano. Nació el 6 de junio de 1825 en la ciudad de Colima. Gómez Palencia fue un destacado político que se desempeñó como Secretario General de Gobierno del Estado de Colima en tres ocasiones continuas durante 9 años. Gómez Palencia, además, se desempeñó como diputado en dos ocasiones, la primera en la II Legislatura del Congreso del Estado de Colima.